# Episodefilm
En episodefilm består normalt af en række uafhængige, afsluttede kortfilm af en eller flere instruktører. Men det kan også
henvise til en sammenvævning af episodiske historier, som enten dækker et emne eller leder til en fælles slutning.
Genren havde sin storhedstid med Commedia all'italiana i 1950'erne og 60'erne
En af de mest berømte film er den i 1916 indspillede Intolerance af D.W. Griffith. Andre eksempler på episodefilm er Paris, je t'aime fra 2006, hvor 18 forskellige instruktører, har bidraget med afsnit om arrondissementerne i Paris, Nat på Jorden fra 1991, hvori instruktøren Jim Jarmusch i fem byer sammenvæver fem historier om natlige taxature, Crash fra 2004 af Paul Haggis, den tyske Die Österreichische Methode metode fra 2006, der opstod af det kollektive samarbejde mellem fem unge instruktører,
eller 4 rooms, som Quentin Tarantino og Robert Rodriguez har bidraget til.